# Linum usitatissimum

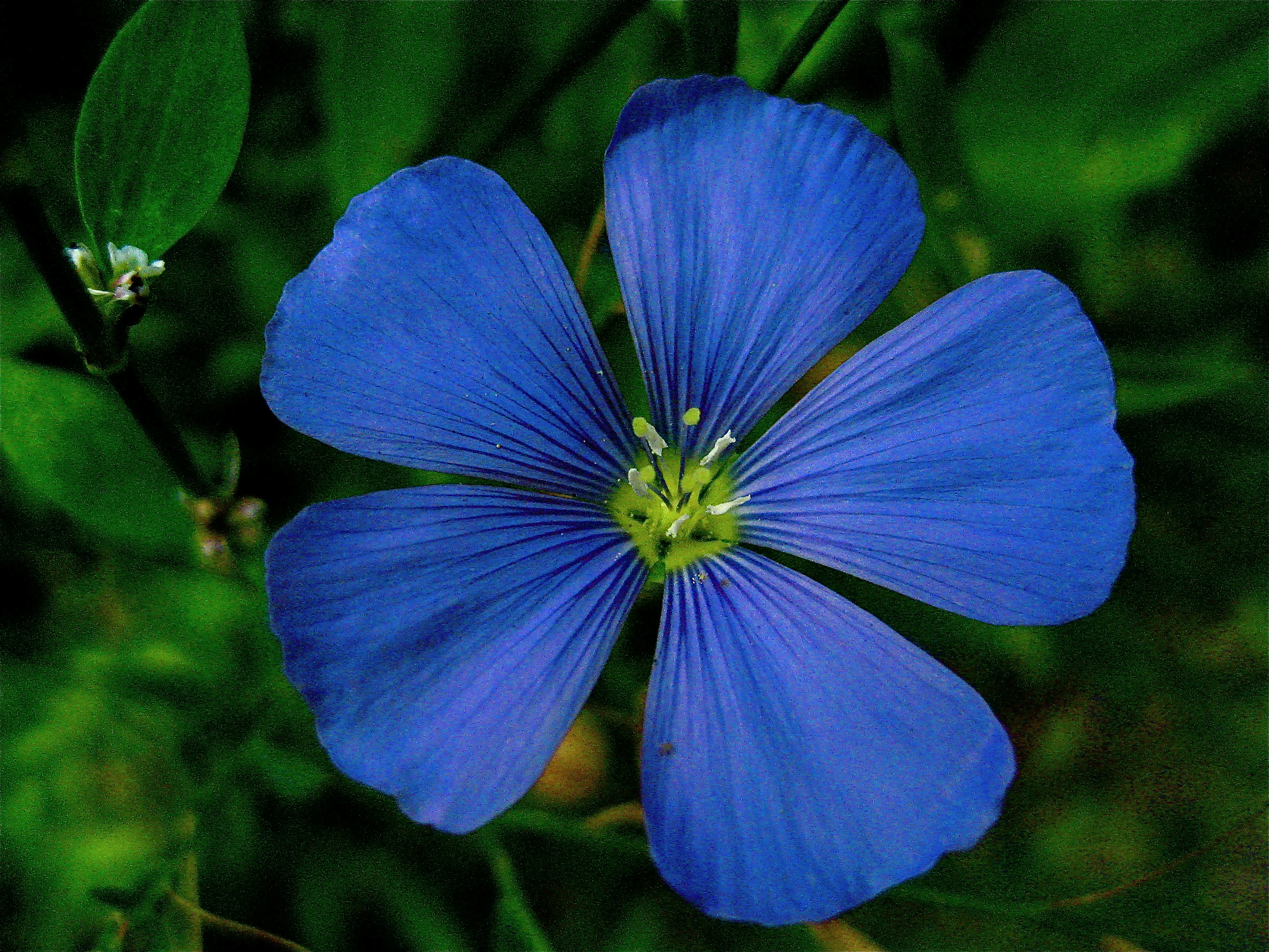
Flor de "lino perenne".

El lino (Linum usitatissimum) es una planta herbácea de la familia de las lináceas. Su tallo se utiliza para confeccionar tejidos, concretamente el lino (textil), y su semilla, llamada linaza, se utiliza para extraer harina (harina de linaza) y aceite (aceite de linaza).

## Descripción
Planta anual con tallos huecos de hasta 80 cm, erectos, estriados, generalmente solo ramificados en la mitad superior, glabros. Las hojas, alternas, de 10-40 por 1-7 mm, son lanceoladas o linear-lanceoladas, generalmente trinervadas, glabras. La inflorescencia en panícula laxa, está compuesta de flores largamente pediceladas. Los sépalos miden de 7-9 mm, son ovado-acuminados, trinervados, los internos con una escariosidad más o menos ancha y fimbriada en la parte superior. Los 5 pétalos de 12-21 mm, son de forma obovada. Los frutos son cápsulas de 8-12 mm, globosas, puntiagudas con 10 lóculos con semillas de color oscuro, brillante y de forma aplastada y alargada de 5-6 mm. El fruto seco se denomina «baga» o «gárgola». En el hemisferio norte florece de febrero a abril.

## Distribución
Es originario de la región de los ríos Nilo, Éufrates,
 y Tigris. Introducido para su cultivo en el resto del mundo desde tiempos remotos.

## Cultivo

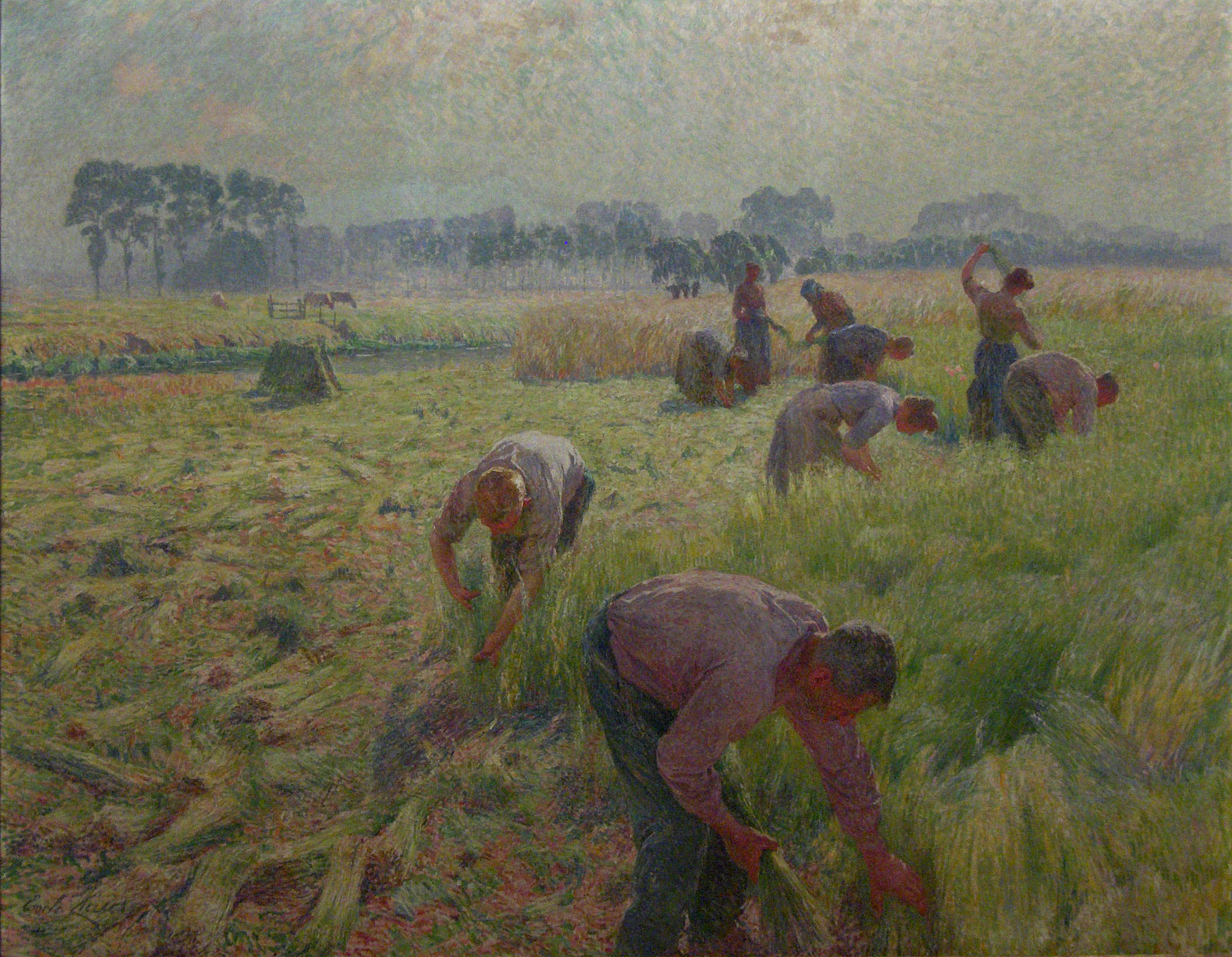
De vlasoogst (1904) ("Cultivo de lino") pintado por Emile Claus.

El lino se cultiva en casi todos los climas, en Canadá, Estados Unidos, Egipto, Argentina, España, Francia, Rusia e incluso en Suecia. En los países templados o fríos, cerca de la orilla del mar, es donde suministra como planta filamentosa los productos más selectos; estos países son Inglaterra, Francia, Bélgica, Holanda y Livonia, aunque el mayor productor del mundo es Canadá.
Los terrenos arcillo-silíceos son convenientes para el cultivo del lino, el terreno para muy húmedo es perjudicial ya que no puede labrarse, igualarse y preparase para las siembras en tiempo útil.
En cuanto a la capa vegetal del terreno consagrado al cultivo del lino no debe tener menos de 50 cm de espesor. Es importante que la capa inferior del terreno en que se cultiva el lino sea regularmente permeable, y el exceso de humedad y la sequía son igualmente perjudiciales para su buen crecimiento. 
Para las tierras arcillosas basta con que la labor de primavera tenga 10 cm de profundidad. Si después de la sementera no está demasiado plástica la arcilla, se hace uso del rodillo compresor y lo que se necesita es que la capa superior del terreno sea suave.
Se conserva el resto de la capa vegetal la frescura que requiere y la permeabilidad necesaria para que las raíces del lino puedan penetrar fácilmente en ella y asimilar los nutrientes. 
Un trébol bueno forma para el lino una cosecha preparatoria buena y en Flandes suelen sembrar muchas veces zanahorias y trébol entre el mismo lino, pero con la precaución de que el lino ya haya nacido y evitar un desarrollo excesivo que podría perjudicarlo.

### Variedades
- Lino frío o grande: es muy tardío, de poco grano y echa unos tallos altos y delgados, de los cuales se extrae una hilaza fina y larga, que es la que sirve para la fabricación de esas batistas y esos encajes magníficos que han formado y constituyen la fama de toda Flandes.
- Lino cálido: es achaparrado o tiene tallos de poca altura, ramosos y cargados de cápsulas. La hilaza que da es corta y basta.
- Lino mediano: ocupa el término medio entre las dos variedades precedentes y es la que se cultiva.

### Época de siembra
En el norte de Europa la sementera se hace por primavera y en los países meridionales y en Sudamérica, antes del invierno. En las comarcas en que el invierno es benigno se cultivan también en otoño, en terreno menos fértil y dar un producto más considerable en grano e hilaza.
Pero el lino será más tosco y de menos estimación que los obtenidos en primavera. El lino primaveral da menos fibra y menos grano que el invernal, pero la fibra es más fina y sutil.
Los linos que se siembran muy tarde crecen y maduran con demasiada rapidez; de este modo se hallan situados en condiciones análogas a la de los linos de Rusia. 
Los que por el contrario se siembran en mayo o principios de abril sufren mal tiempo, lo cual retrasa su primer desarrollo y fortifica la raíz. Cuando llegan los calores la vegetación es muy vigorosa y son más fuertes que los de mayo.
En Flandes se conocen dos variedades de lino primaveral; una se siembra en marzo, la otra en mayo que es menos productiva y más casual, da más tallo y menos hilaza cultivándose en tierras fuertes y arcillosas.
En Egipto, país muy cálido por la poca elevación del suelo sobre el nivel del mar y los vientos abrasadores que soplan del desierto produce grandes cantidades de lino. El tiempo caluroso dura de marzo a noviembre. 
El lino se siembra en diciembre a unos 14 °C y la cosecha se hace en marzo a unos 20 °C. Por otra parte las sementeras precoces, los linos sembrados en otoño nunca logran desarrollo, los tallos se quedan cortos y la hilaza es poco para los hilados mecánicos.

### Siembra
El lino se siembra en una tierra pulverizada. El grano se cubre a favor de un rastrillo de púas espesas, y el suelo, si su superficie es demasiado ligera se da firmeza por medio de un rodillo.

### Rotaciones
Con respecto a las rotaciones, se debe transcurrir un intervalo de 6 a 8 años entre dos cosechas de lino sobre un mismo terreno, puesto que sus raíces segregan lineína, una sustancia tóxica. Aunque se pueden hacer excepciones con tierras con una fertilidad extraordinaria (tanto en Sudamérica, como en Odesa en Ucrania, se puede cosechar el lino todos los años, pero el conflicto es la "carga bacteriana" de pestes que crece exponencialmente; y en ciertos terrenos de Holanda y La Vendée en Francia igual).
No obstante siempre es ventajoso para mejorar las tierras variar las semillas por medio de una buena rotación, como se hace en Bélgica y en sus cultivos alternan trigo, avena, lino, trébol, papa, etc., haciendo que solo nazca cada semilla una vez en el curso de la rotación.
En las comarcas de Holanda en que solo se abona la tierra cada siete años, se siembra primero colza, luego trigo y al tercer año, lino.

### El grano

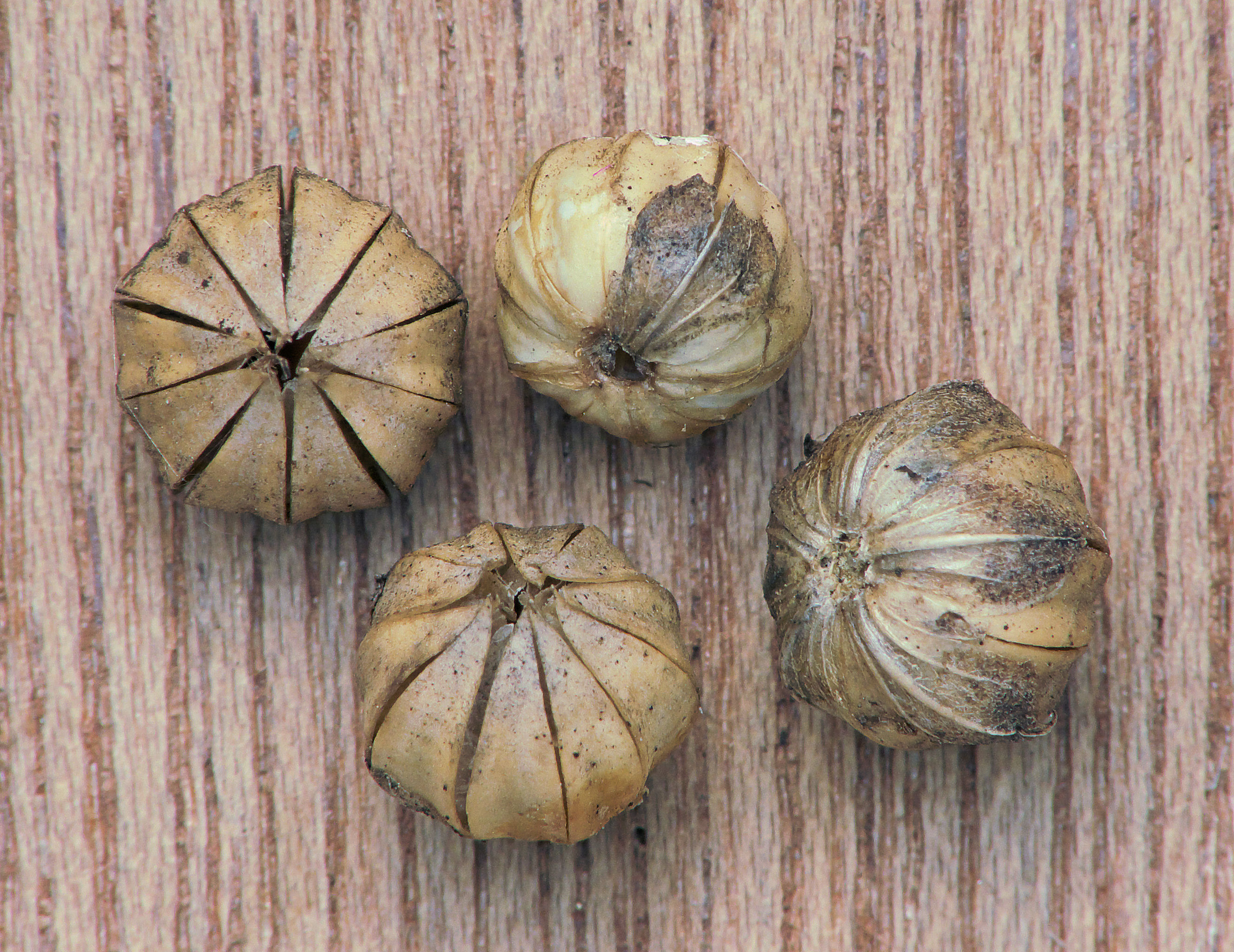
Frutos (cápsulas).

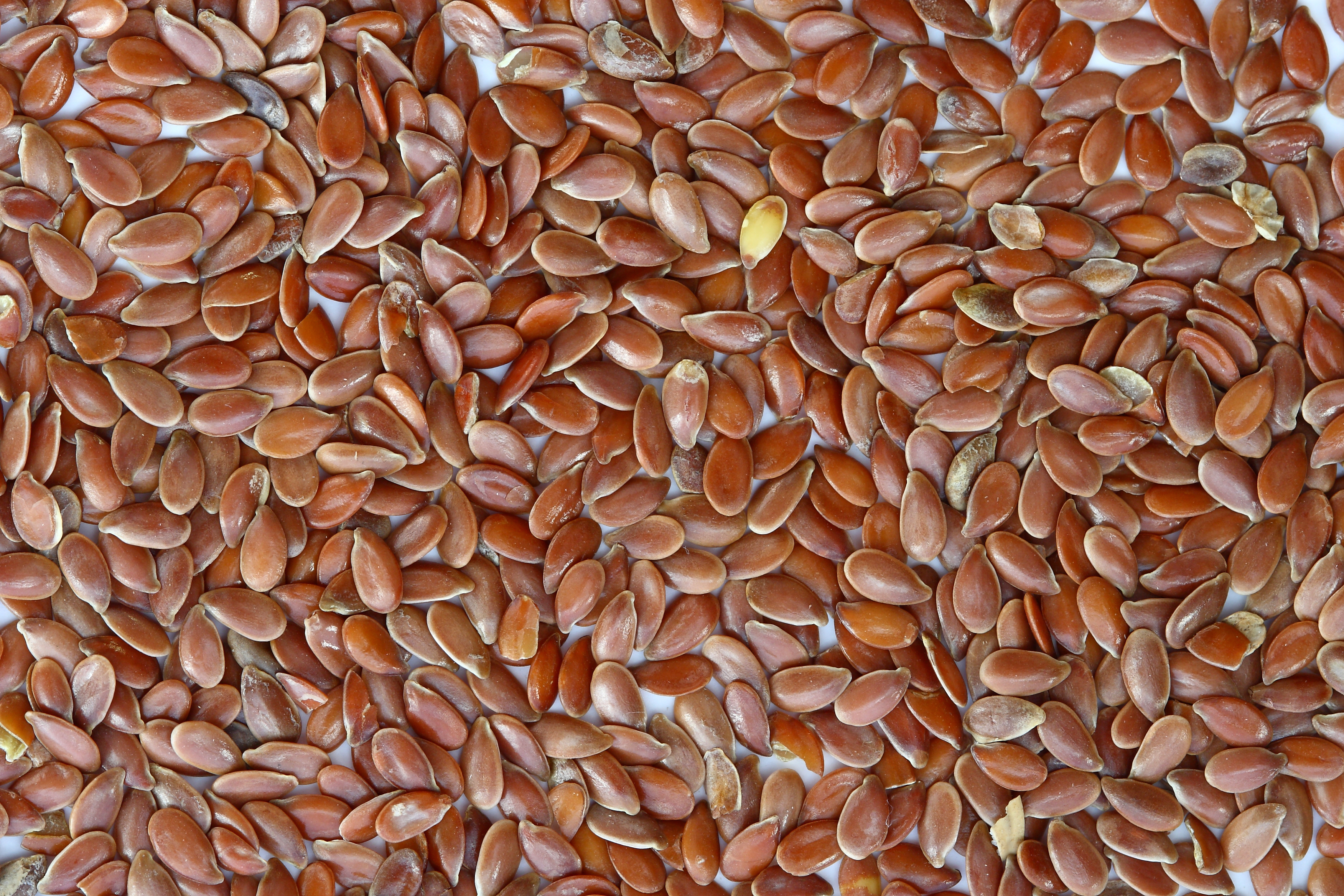
Semillas de lino

El mejor grano o semilla es aquel que tiene más peso y volumen, un color pardo claro. Uno de los mejores es el grano de lino de Rusia pero a veces es difícil distinguir con seguridad la calidad de los granos. Antiguamente algunos labradores experimentaban el grano antes de comprarlo sembrando en el mes de febrero granos de lino en un tiesto, época no favorable, y si germinaba se la consideraba de buena calidad. En Rusia es donde hay los mejores granos de lino para simiente porque se cultiva la planta desde el punto de vista de la reproducción en Livonia y en Odesa.
Se hace el cultivo en tierras sustanciosas y se confía poco grano a la tierra. Entonces se deja adquirir a la planta una madurez completa, porque el tallo es el objeto secundario y aún se abandona. En los lugares en que el cultivo tiene por objeto obtener la materia filamentosa, el grano que se cosecha solo se vende para ser molido.
La selección del grano usado para semilla depende de la calidad del terreno y el producto que se priorice: la materia filamentosa o el grano. Si el cultivo tiene por objeto obtener fibra y las tierras son ligeras, la simiente vigorosa es la que conviene mejor; como el grano de Riga, que suple en cierto modo con su potencia de vegetación lo que a la tierra le falte. En las tierras fuertes o arcillosas, el grano de Nueva Zelanda, llamado revelaer, da productos más finos y de más valor que el de Riga.

### Recolección
Para la recolección del lino cuyo objeto sea su explotación hay que hacerlo antes de que el tallo haya llegado a su completa madurez, es decir que estén verdes y ligeramente teñidos de amarillo. El grano está verde aún, es jugoso y se aplasta con la presión y sazona lo suficiente para servir a la fabricación de aceite.
Si el objetivo es la fibra, se cosecha en plena floración, aprovechando el tallo. Si el cultivo tiene por objeto obtener buena semilla, se deja que la planta madure completamente, en cuyo caso basta con precaver la abertura de las cápsulas y evitar que caiga al suelo una parte del grano, para evitar pérdidas.

### Verificación de la recolección
Se coge por un mitad de la longitud de la planta, una cantidad de lino suficiente para que los tallos no se rompan en la mano y pueda avanzar la operación con rapidez, y se deja en la tierra cierta cantidad de plantas cortas, perjudiciales.
La diferencia de longitud de los filamentos en un misma parte del lino, está considerada como un defecto esencial, por cuya razón los labradores hacen lotes separados con los haces de lino que difieren considerablemente de longitud.
Esta elección se verifica al paso que se va arrancando el lino, basta con poner en los mismos montones los haces que sean de igual calidad. En el campo los labradores que arrancan el lino van seguidos de otros que atan los tallos en haces o gavillas, y si el lino se va a curar por medio de agua estancada los labradores lo atan en gavillas de unos 30 cm de diámetro. 
Arrancado el lino, cuídese de desprender las cápsulas que contienen el grano, y esto se hace por medio de una ripa o especie de peine de hierro de 35 cm de longitud el cual está sólidamente clavado en un banco que se puede llevar cómodamente de un lado a otro. El grano se quita cuando los linos puestos en pabellones han adquirido un grado suficiente de sequedad.
Esta disposición permite a los linos secarse con más rapidez y regularidad a favor de ella; en efecto, circula el aire por todas partes con igual facilidad, lo cual no puede suceder cuando los haces estén atados.
Como la forma de que se conserve mejor el grano es en su propia cápsula, siempre cuando vaya a hacerse uso de él, será tiempo oportuno para trillarlo y aventarlo o sino comerlos.
Principalmente utilizado como materia textil denominada estopa.

## Producción
La producción por países está descrita en la siguiente tabla:
| Kazajistán | 1 058 247 |   |
| Rusia | 787 923   |   |
| Canadá | 578 000   | * |
| China | 362 034   | * |
| India | 184 000   |   |
| Estados Unidos | 97 590    |   |
| Etiopía | 96 863    | * |
| Ucrania | 46 140    |   |
| Reino Unido | 46 000    |   |
| Francia | 42 000    | * |
| Mundo | 2 794 394 | A |
| Sin símbolos = datos oficiales, * = datos no oficiales, A = Agregado (puede incluir datos oficiales, semioficiales o estimados) |           |   |

## Taxonomía
Linum usitatissimum fue descrita por Carlos Linneo y publicado en Sp. Pl. 277 1753.
Etimología
Linum: nombre genérico que deriva de la palabra griega: "linum" = "lino" utilizado por Teofrasto.
usitatissimum: epíteto latíno que significa "utilísimo"
Sinonimia
- Linum crepitans (Boenn.) Dumort.
- Linum humile Mill.
- Linum indehiscens (Neilr.) Vavilov & Elladi
- Linum usitatissimum var. crepitans Boenn.
- Linum usitatissimum subsp. crepitans Elladi
- Linum usitatissimum subsp. humile (Mill.) Chernom.
- Linum usitatissimum var. humile (Mill.) Pers.
- Linum usitatissimum var. indehiscens Neilr.[10]

## Nombres comunes
- Castellano: boja blanca, campanita, campanitas, lagrimicas de la Virgen, lino, lino albar, lino armado, lino blanco (13), lino de flores blancas y grandes, lino de monte, lino leñoso, lino silvestre agudo, manto de la Virgen, pañales de la Virgen, yerba sanjuanera.(el número entre paréntesis indica las especies que tienen el mismo nombre en España)[11]